# Enrique Seguel Morel
Pedro Enrique Seguel Morel (22 de agosto de 1938) es un militar e ingeniero comercial chileno. Se desempeñó como subsecretario y ministro del Ministerio de Hacienda durante la dictadura militar del general Augusto Pinochet, y como presidente del Banco Central de su país, este último entre 1985 y 1989.

## Familia y estudios
Nació el 22 de agosto de 1938,  hijo de Enrique Seguel Guerra y de Olga Morel de Seguel. Realizó sus estudios superiores en la carrera de ingeniería comercial de la Pontificia Universidad Católica de Chile (PUC). Posteriormente, realizó una Maestría en Administración de Negocios (MBA) en el EAE Business School de España.
Se casó en 1963 Erika Steuer Stehn, matrimonio del que nacieron tres hijos; Mónica, Enrique y Claudia.

## Carrera política

### Cargos en la dictadura militar
Comenzó su participación en el sector público en el año 1979, siendo nombrado como subsecretario de Economía por Augusto Pinochet, líder de la dictadura militar que gobernaba Chile desde septiembre de 1973. Luego ocupó la Subsecretaría de Hacienda, hasta 1983.
Entre 1985 y 1989 ejerció como presidente del Banco Central de Chile. Ese último año reemplazó a Hernán Büchi como ministro de Hacienda. Su grado en el Ejército en ese entonces era el de brigadier general. Bajo su administración se promulgó la ley n.º 18.840 sobre autonomía del Banco Central, además de la ley que reguló los fondos de inversión. Dentro de las principales críticas a su administración destacó el incremento de la tasa de inflación, que llegó a 21,4 por ciento en 1989, luego de un aumento de 12,7 por ciento el año anterior.

### Retorno al Banco Central y vida posterior
En 1989 fue designado consejero del Banco Central, justo cuando el organismo iniciaba la aplicación de su nueva Ley Orgánica. Nombrado por un periodo de seis años, asumió el 9 de diciembre. En 1995 abandonó el instituto emisor para dedicarse a actividades del ámbito privado.
Fue director de la operadora de telecomunicaciones Entel y la constructora Delta, entre otras empresas.